# António de São Jacinto
António de São Jacinto foi o 1.º administrador colonial português que exerceu o cargo de Capitão no antigo território português subordinado à Índia Portuguesa de Timor-Leste, com sede em Cupão, entre 1647 e 1649, tendo sido sucedido por Francisco Carneiro.